# 수리남 달러
달러(네덜란드어: dollar)는 2004년 1월 1일부터 통용된 수리남의 통화로 1 달러는 100 센트(cents)로 나뉜다.
2004년 1월 1일에 실시된 화폐 개혁에 따라 1,000 수리남 휠던은 1 수리남 달러로 대체되었다. 1, 5, 10, 25 센트, 1, 2½ 달러짜리 동전과 1, 2½, 5, 10, 20, 50, 100 달러짜리 지폐가 통용된다.

## 같이 보기
- 수리남의 경제
- 가이아나 달러